# Titularbistum Centuriones
Centuriones ist ein Titularbistum der römisch-katholischen Kirche.
Die in Nordafrika gelegene Stadt war ein alter römischer Bischofssitz, der im 7. Jahrhundert mit der islamischen Expansion unterging. Dieser lag in der römischen Provinz Numidien.
| Titularbischöfe von Centuriones |                        |                                                                                               |                  |                  |
| Nr.                             | Name                   | Amt                                                                                           | von              | bis              |
| 1                               | Alberto Trevisan SAC   | Weihbischof im Militärordinariat von Brasilien Weihbischof in São Sebastião do Rio de Janeiro | 25. Februar 1964 | 19. März 1998    |
| 2                               | Kiro Stojanov          | Weihbischof in Skopje (Mazedonien)                                                            | 4. Januar 1999   | 20. Juli 2005    |
| 3                               | Renato Pine Mayugba    | Weihbischof in Lingayen-Dagupan (Philippinen)                                                 | 18. Oktober 2005 | 12. Oktober 2012 |
| 4                               | Wassyl Tutschapez OSBM | Erzbischöflicher Exarch von Charkiw (Ukraine)                                                 | 2. April 2014    |                  |